# Кастеллетто-Стура
Кастеллетто-Стура (итал. Castelletto Stura) — коммуна в Италии, располагается в регионе Пьемонт, в провинции Кунео.
Население составляет 1247 человек (2008 г.), плотность населения составляет 78 чел./км². Занимает площадь 16 км². Почтовый индекс — 12040. Телефонный код — 0171.
Покровителем коммуны почитается святой Магн из Кунео, празднование 19 августа.

## Демография
Динамика населения:

## Администрация коммуны
- Официальный сайт: